# Parachutes
Parachutes là album phòng thu đầu tay của ban nhạc alternative rock nước Anh Coldplay. Album phát hành ngày 10 tháng 7 năm 2000 tại Vương quốc Anh và 7 tháng 11 tại Mỹ. Việc sản xuất các bài hát chủ yếu được thực hiện bởi nhóm cùng Ken Nelson, trong đó có một bài hát sản xuất bởi Chris Allison. Album đã phát hành 4 đĩa đơn hit: "Shiver", "Yellow", "Trouble" và "Don’t Panic".
Album đã đạt được thành công về mặt thương mại và được đón nhận tương đối tích cực từ các nhà phê bình âm nhạc phương Tây. Nó nhanh chóng đạt vị trí quán quân trên bảng xếp hạng Anh quốc sau khi phát hành và đến nay đã được chứng nhận 8 đĩa bạch kim. Tại Mỹ album đạt đến vị trí 51 trên bảng xếp hạng Billboard 200 và đã được chứng nhận 2 đĩa bạch kim. Parachutes thắng một giải Grammy năm 2002 hạng mục "Album nhạc alternative xuất sắc nhất". Album xếp thứ 12 trong danh sách 20 album bán được nhiều nhất tại Vương quốc Anh trong thế kỉ 21; vào năm 2001 album nhận giải BRIT, giải thưởng dành cho album xuất sắc nhất nước Anh. Tính đến 2020 album đã tiêu thụ được 13 triệu bản trên toàn thế giới.
Album được dành riêng cho Sara Champion, mẹ của tay trống Will Champion của nhóm, mất năm 2000 do ung thư.

## Danh sách bài hát
Tất cả bài hát được sáng tác bởi Guy Berryman, Jonny Buckland, Will Champion và Chris Martin.
| STT              | Nhan đề                                                                  | Thời lượng |
| ---------------- | ------------------------------------------------------------------------ | ---------- |
| 1.               | "Don't Panic"                                                            | 2:17       |
| 2.               | "Shiver"                                                                 | 5:00       |
| 3.               | "Spies"                                                                  | 5:19       |
| 4.               | "Sparks"                                                                 | 3:47       |
| 5.               | "Yellow"                                                                 | 4:29       |
| 6.               | "Trouble"                                                                | 4:31       |
| 7.               | "Parachutes"                                                             | 0:46       |
| 8.               | "High Speed"                                                             | 4:14       |
| 9.               | "We Never Change"                                                        | 4:09       |
| 10.              | "Everything's Not Lost" (5:39 / có bài hát ẩn "Life is for Living" 1:37) | 7:17       |
| Tổng thời lượng: | Tổng thời lượng:                                                         | 41:44      |

| Bonus tracks tại Nhật | Bonus tracks tại Nhật     | Bonus tracks tại Nhật |
| STT                   | Nhan đề                   | Thời lượng            |
| --------------------- | ------------------------- | --------------------- |
| 12.                   | "Careful Where You Stand" | 4:45                  |
| 13.                   | "For You"                 | 5:42                  |
| Tổng thời lượng:      | Tổng thời lượng:          | 52:11                 |

## Thành viên thực hiện
| Đánh giá chuyên môn  | Đánh giá chuyên môn |
| Điểm trung bình      | Điểm trung bình     |
| Nguồn                | Đánh giá            |
| -------------------- | ------------------- |
| Metacritic           | 72/100              |
| Nguồn đánh giá       |                     |
| Nguồn                | Đánh giá            |
| AllMusic             | [ 6 ]               |
| Entertainment Weekly | B+                  |
| Los Angeles Times    | [ 8 ]               |
| NME                  | 9/10                |
| Pitchfork Media      | 5,3/10              |
| PopMatters           | tích cực            |
| Q                    | [ 12 ]              |
| Rolling Stone        | [ 13 ]              |
| Stylus               | C                   |
| Village Voice        | trái chiều          |

Coldplay
- Chris Martin – hát, ghi ta acoustic, keyboards
- Jonny Buckland – ghi ta điện, hát đệm
- Guy Berryman – bass
- Will Champion – trống, gõ

Đội kĩ thuật
- Ken Nelson – sản xuất (trừ track 8), kĩ thuật
- Coldplay – sản xuất (trừ track 8)
- Chris Allison – sản xuất (track 8), kĩ thuật (track 8), mixing (track 8)
- Andrea Wright – trợ lý kĩ thuật
- Jon Coles – trợ lý kĩ thuật
- Paul Read – trợ lý kĩ thuật
- Simon Barnicott – trợ lý kĩ thuật
- Mark Phythian – xử lý máy tính
- Michael H. Brauer – mixing
- George Marino – mastering

Bổ sung
- Phil Harvey – quản lý
- Coldplay – thiết kế, ảnh bìa
- Mark Tappin – trợ lý thiết kế
- Tom Sheehan – nhiếp ảnh
- Sarah Lee – nhiếp ảnh

## Xếp hạng và chứng nhận
| Bảng xếp hạng (2000–2010) | Vị trí cao nhất |
| ------------------------- | --------------- |
| Anh                       | 1               |
| Áo                        | 41              |
| Bỉ (Flanders)             | 24              |
| Bỉ (Wallonia)             | 44              |
| Canada                    | 19              |
| Cộng hòa Séc              | 36              |
| Đan Mạch                  | 29              |
| Đức                       | 54              |
| Hà Lan                    | 29              |
| Hoa Kỳ                    | 51              |
| Ireland                   | 2               |
| México                    | 66              |
| Na Uy                     | 1               |
| New Zealand               | 2               |
| Pháp                      | 31              |
| Phần Lan                  | 29              |
| Tây Ban Nha               | 47              |
| Thụy Điển                 | 20              |
| Thụy Sĩ                   | 38              |
| Úc                        | 2               |
| Ý                         | 11              |

| Quốc gia                                                                           | Chứng nhận  | Số đơn vị/doanh số chứng nhận |
| ---------------------------------------------------------------------------------- | ----------- | ----------------------------- |
| Anh Quốc (BPI)                                                                     | 9× Bạch kim | 2.700.000^                    |
| Argentina (CAPIF)                                                                  | Bạch kim    | 60.000^                       |
| Bỉ (BEA)                                                                           | 2× Bạch kim | 100.000*                      |
| Canada (Music Canada)                                                              | 2× Bạch kim | 200.000^                      |
| Đan Mạch (IFPI Đan Mạch)                                                           | 4× Bạch kim | 80.000‡                       |
| Đức (BVMI)                                                                         | Vàng        | 250.000^                      |
| Hà Lan (NVPI)                                                                      | Bạch kim    | 80.000^                       |
| Hoa Kỳ (RIAA)                                                                      | 2× Bạch kim | 2.000.000^                    |
| Na Uy (IFPI)                                                                       | Bạch kim    | 50.000*                       |
| New Zealand (RMNZ)                                                                 | 2× Bạch kim | 30.000^                       |
| Pháp (SNEP)                                                                        | 2× Vàng     | 200.000*                      |
| Tây Ban Nha (PROMUSICAE)                                                           | Vàng        | 50.000^                       |
| Thụy Điển (GLF)                                                                    | Bạch kim    | 80.000^                       |
| Thụy Sĩ (IFPI)                                                                     | Vàng        | 25.000^                       |
| Úc (ARIA)                                                                          | 3× Bạch kim | 210.000^                      |
| Ý (FIMI)                                                                           | Vàng        | 50.000*                       |
| Tổng hợp                                                                           |             |                               |
| Châu Âu (IFPI)                                                                     | 4× Bạch kim | 4.000.000*                    |
| * Chứng nhận dựa theo doanh số tiêu thụ. ^ Chứng nhận dựa theo doanh số nhập hàng. |             |                               |